# Limprichtia pellucida
Limprichtia pellucida là một loài rêu trong họ Amblystegiaceae. Loài này được Wheld. mô tả khoa học đầu tiên năm 1921. Danh pháp khoa học của loài này chưa được làm sáng tỏ. 